# Liudmila Dzhigalova
Lyudmila Dzhigalova (Járkov, Ucrania, 22 de enero de 1962) es una atleta ucraniana retirada, que compitió representando a la Unión Soviética y al Equipo Unificado. Está especializada en la prueba de 4x400 m, en la que llegó a ser campeona mundial en 1991.

## Carrera deportiva
En los JJ. OO. de Seúl 1988 ganó el oro en los relevos 4x400 metros, por delante de Estados Unidos y Alemania del Este.
Tres años más tarde, en el Mundial de Tokio 1991 volvió a ganar la medalla de oro, con un tiempo de 3:18.43 segundos, por delante de Estados Unidos y Alemania. Sus compañeras de equipo en esta ocasión eran Tatyana Ledovskaya, Olga Nazarova y Olha Vladykina-Bryzhina.